# Actinopus piceus
Espèce
Synonymes
- Pachyloscelis picea Ausserer, 1871

Actinopus piceus est une espèce d'araignées mygalomorphes de la famille des Actinopodidae.

## Distribution
Cette espèce est endémique du Brésil.

## Description
La carapace du mâle décrit par Dupérré et Tapia en 2025 mesure 6,58 mm de long sur 6,23 mm.

## Systématique et taxinomie
Cette espèce a été décrite sous le protonyme Pachyloscelis picea par Ausserer en, 1871. Elle est placée dans le genre Actinopus par F. O. Pickard-Cambridge en 1896.

## Publication originale
- Ausserer, 1871 : « Beiträge zur Kenntniss der Arachniden-Familie der Territelariae Thorell (Mygalidae Autor). » Verhandllungen der Kaiserlich-Kongiglichen Zoologish-Botanischen Gesellschaft in Wien, vol. 21, p. 117-224 (texte intégral).